# Isaac Comnè (fill de Joan II)
Isaac Comnè (grec medieval: Ισαάκιος Κομνηνός, Issaàkios Komninós; nascut cap al 1113 i mort després del 1146) fou el cinquè fill (el tercer mascle) de l'emperador romà Joan II Comnè amb Irene d'Hongria. La decisió del seu pare de passar-lo per alt en l'ordre de successió en benefici del seu germà petit, Manuel I Comnè, feu que els dos germans tinguessin una relació tensa a partir d'aleshores. No es coneix gaire cosa sobre la seva vida a part de la seva participació en les campanyes del seu pare i el seu germà a Anatòlia i que era un ferm defensor del patriarca Cosme II de Constantinoble.

## Biografia

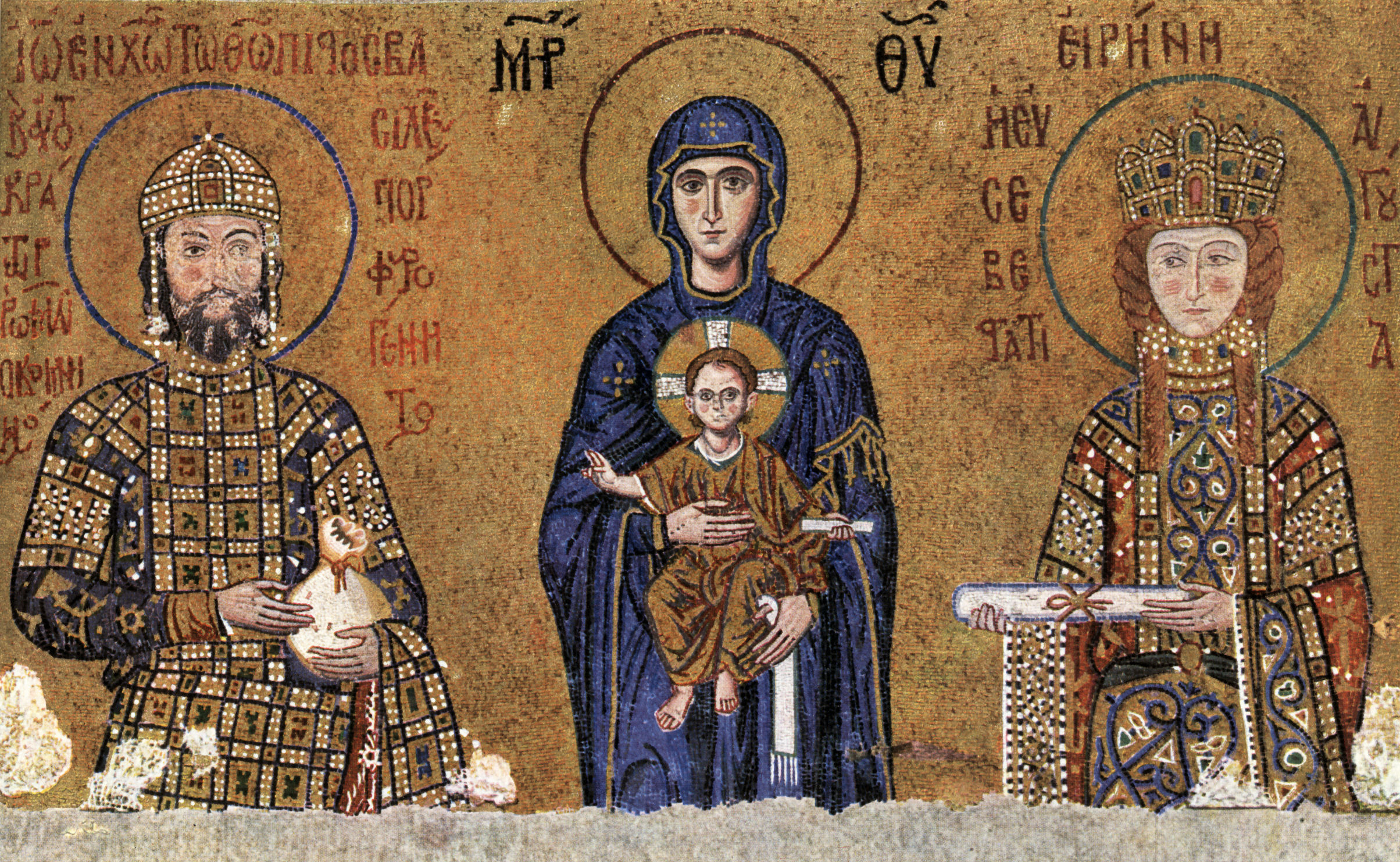
Els pares d'Isaac, Joan II i l'emperadriu Irene, a banda i banda de la Mare de Déu amb el Nen. Mosaic de Santa Sofia.

Isaac Comnè, el tercer fill mascle de l'emperador Joan II Comnè (r. 1118-1143) i l'emperadriu Irene d'Hongria, nasqué cap al 1113. Quan el seu germà primogènit, Aleix Comnè, fou coronat coemperador el 1122, Isaac i els altres germans foren nomenats sebastocràtors pel seu pare. Era un home alt i imponent, però segons les fonts romanes (favorables al seu germà petit i posterior successor de Joan II, Manuel I Comnè) era poc estimat pel seu mal geni i la seva tendència a castigar els errors amb severitat.
Joan Cinnamos relata que Isaac participà en la campanya del 1136 contra el Regne Armeni de Cilícia. Durant el setge d'Anazarb, aconsellà al seu pare que revestís les seves armes de setge, fetes de fusta, amb maons per frustrar els intents dels defensors de calar-hi foc amb ferros roents. Fou gràcies a aquesta estratègia que les forces romanes reeixiren a prendre la ciutat. El 1142, durant una altra campanya de Joan II al sud d'Anatòlia, Aleix i el segon germà, Andrònic, moriren inesperadament l'un poc després de l'altre. Isaac, que també formava part de la host imperial i havia rebut l'encàrrec d'escortar les despulles d'Aleix juntament amb Andrònic, portà els cossos dels seus germans a Constantinoble.
Després de la mort dels seus germans grans, Isaac semblava el candidat més obvi per succeir al seu pare, però poc abans de morir en campanya a Cilícia l'abril del 1143, Joan II Comnè designà el seu quart fill, Manuel, com a hereu, passant per sobre d'Isaac. No es coneixen amb certesa les raons d'aquesta decisió. Les fonts romanes del període suggereixen que Manuel estava més qualificat i recorden que la primogenitura no era un factor decisiu en la tradició romana d'Orient. En canvi, Guillem de Tir, un historiador llatí contemporani, diu directament que el motiu principal era que Manuel es trobava amb l'exèrcit i, per tant, podia retornar els soldats a casa sans i estalvis, mentre que Isaac encara era a Constantinoble. Segons Guillem de Tir, el poderós gran domèstic (comandant en cap de l'exèrcit) Joan Axuc, el millor amic i conseller de Joan II, feu tot el que pogué per convèncer l'emperador perquè nomenés Isaac en lloc de Manuel, però una vegada presa la decisió, feu costat a aquest últim.
La presència d'Isaac a Constantinoble, on tenia accés al palau imperial i els tresors que s'hi trobaven, incloent-hi les insígnies imperials, era una amenaça important per a Manuel. Segons explica Nicetes Coniata, Manuel envià Axuc i el cartulari Basili Tzintzilaces a Constantinoble a marxes forçades per controlar la situació. De fet, Axuc aconseguí arribar a la capital abans que les notícies de la mort de Joan, s'emparà del palau i impedí tot intent d'Isaac de coronar-se emperador tancant-lo al monestir del Pantocràtor, fundat pels pares d'Isaac. Tot i que a la capital hi havia molta gent que creia que Isaac estava més preparat que el seu germà petit, no li quedà més remei que acceptar l'ascens de Manuel al tron. En tornar a la ciutat el 27 de juny, Manuel se sentí prou segur per posar el seu germà en llibertat. Tanmateix, la relació entre els germans es mantingué tensa, com es pot veure en el cas del patriarca Cosme II de Constantinoble. Isaac era un ferm defensor del patriarca, que el 1146/1147 fou acusat de conspirar per posar Isaac al tron, un dels motius pels quals Manuel decidí apartar-lo del càrrec el febrer del 1147.
El 1145 i el 1146, Isaac acompanyà el seu germà en una campanya contra Iconi, la capital del Soldanat de Rum, com un dels alts comandants de l'exèrcit juntament amb Joan Axuc. Segons Joan Cinnamos, a la taula de l'emperador en campanya es produí un debat intens en el qual es començaren a comparar les habilitats marcials de Manuel i el seu pare. Quan Joan Axuc elogià Joan II d'una manera que resultava insultant per a Manuel, Isaac li feu costat de manera clamorosa. L'ambient s'anà caldejant fins que Isaac atacà el seu cosí, el futur emperador Andrònic, amb una espasa. L'emperador reeixí a blocar el cop amb l'ajuda d'un altre familiar, tot i que patí una ferida lleu. Isaac fou castigat amb la prohibició d'estar en presència de Manuel durant uns dies, mentre que Axuc perdé el dret d'utilitzar els segells imperials, que es feien servir per segellar les cartes mitjançant les quals s'atorgaven concessions imperials. Isaac desapareix de les fonts a partir d'aquest moment, per la qual cosa es desconeix la seva sort final.

## Família

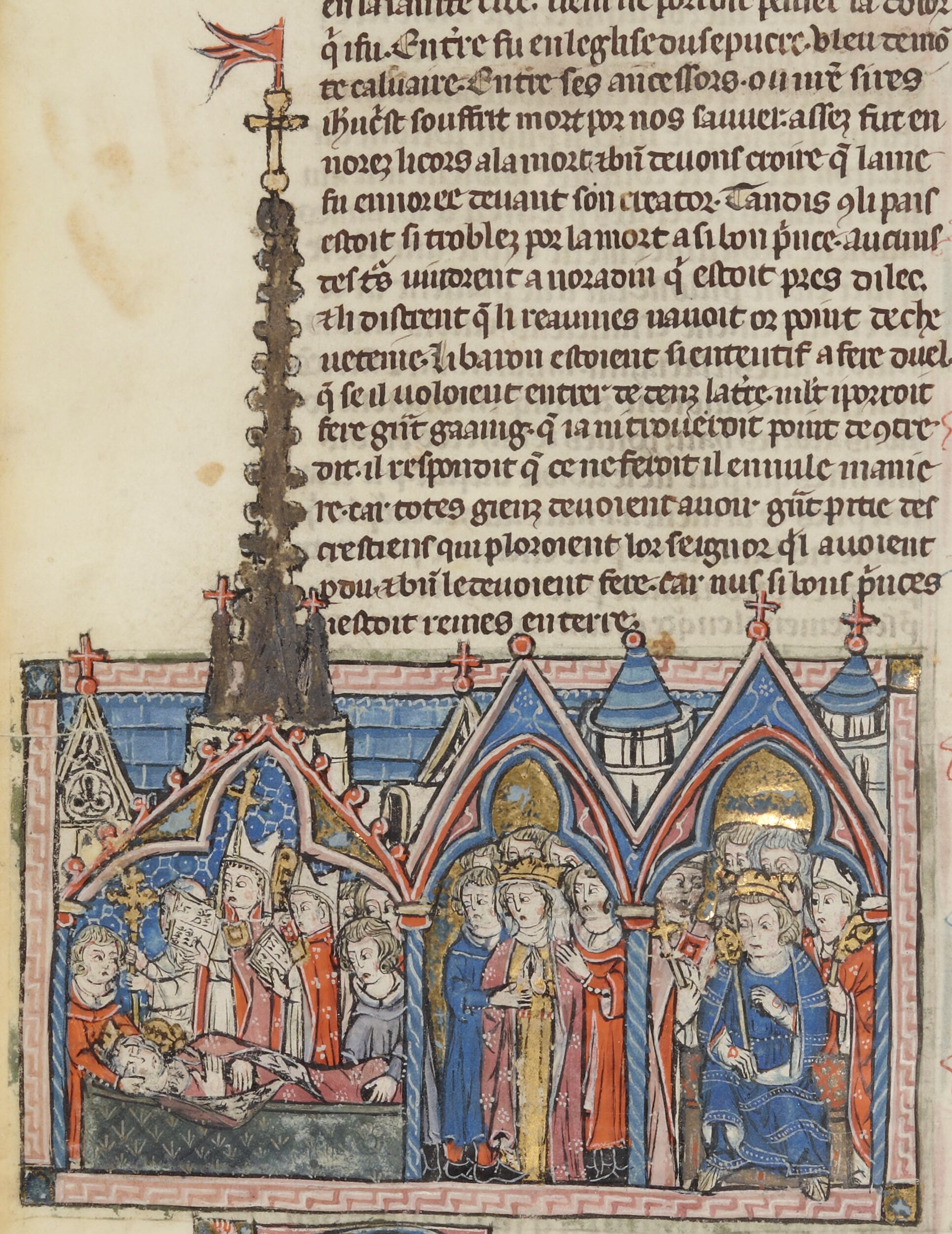
La filla d'Isaac, Teodora, al costat del llit de mort del seu marit, Balduí III de Jerusalem, de la Historia de Guillem de Tir.

No se sap res sobre la família i la biografia de la seva primera muller, Teodora, que probablement morí ca. 1142/1143. Es casà en segones noces amb Irene Diplosinadena (que formava part de la família dels Sinadens per part de pare i de mare). Isaac tingué cinc fills amb la seva primera esposa:
- Aleix Comnè (ca. 1132 - abans d'octubre del 1136), que morí quan encara era petit i és commemorat en el típicon del monestir del Pantocràtor, fundat per Joan II, així com en un poema de Teodor Pròdrom.[18]
- Una filla, probablement anomenada Irene (nascuda cap al 1133), que es casà amb un membre desconegut de la família dels Ducas Camaters, net de Gregori Camater i Irene Ducena, neboda d'Aleix I Comnè. Fou la mare d'Isaac Comnè de Xipre.[19]
- Joan Comnè (ca. 1134 - abans d'octubre del 1136), que morí quan encara era petit i és commemorat en el típicon del monestir del Pantocràtor, fundat per Joan II, així com en un poema de Teodor Pròdrom.[20]
- Una filla, probablement anomenada Anna, que es casà amb el ric terratinent i comandant militar Constantí Macroducas.[21]
- Maria Comnena, nascuda cap al 1140, promesa a Frederic I del Sacre Imperi Romanogermànic, però casada finalment amb el rei Esteve IV d'Hongria el 1156.[22]

A més a més, tingué dues filles amb la seva segona esposa:
- Teodora Comnena (nascuda cap al 1145 i morta després del 1185), que el 1158 es casà amb el rei Balduí III de Jerusalem i, després de la mort del seu marit, esdevingué amant del futur emperador Andrònic I Comnè.[23]
- Eudòxia Comnena, casada amb Guillem VIII de Montpeller i àvia materna de Jaume I el Conqueridor.[24]